# 麥克·崔格特
麥克·崔格特（Mike Tredgett，1949年4月5日—），是一名前英格蘭羽球運動員，專攻雙打，贏得了眾多國際男子雙打和混合雙打冠軍。
麥克·崔格特在1977年至1983年的世界羽球錦標賽中獲得了5枚獎牌。他也是歐洲羽球錦標賽中有史以來最成功的球員之一，有5個冠軍，其中3個是男子雙打，2個是混合雙打。他與諾拉·佩里分享了三次全英羽球公開賽混合雙打冠軍（1978年、1980年、1981年），四次進入全英男子雙打決賽，分別搭檔雷·史蒂芬斯（1972年、1980年）和馬丁·杜（1983年、1984年）。他在1978年大英國協運動會上與雷·史蒂芬斯一起贏得男子雙打金牌。